# Marshall Manufacturing Company
Marshall Manufacturing Company war ein US-amerikanischer Hersteller von Automobilen.

## Unternehmensgeschichte
Das Unternehmen wurde 1919 in Chicago in Illinois gegründet. 1919 oder 1920  begann die Produktion von Automobilen. Der Markenname lautete Marshall. Namensgeber war das Autohaus Marshall Motor Car Company aus der gleichen Stadt.  Es gab Verbindungen zur Norwalk Motor Car Company und zur Piedmont Motor Car Company. 1922 endete die Produktion.

## Fahrzeuge
Das einzige Modell war das Model K. Es hatte einen Vierzylindermotor von Lycoming mit 35 PS Leistung. Das Fahrgestell hatte 295 cm Radstand. Der Aufbau wurde Beauty Touring genannt. Es war ein Tourenwagen mit vier bis fünf Sitzen.